# آچکاسار
کوه آچکاسار (به لاتین: Mount Achkasar) یک کوه در استان‌های لوری و شیراک است که در ارمنستان واقع شده‌است.

## خصوصیات
کوه آچکاسار ۳٬۱۹۶ متر بالاتر از سطح دریا واقع شده‌است.

## نگارخانه

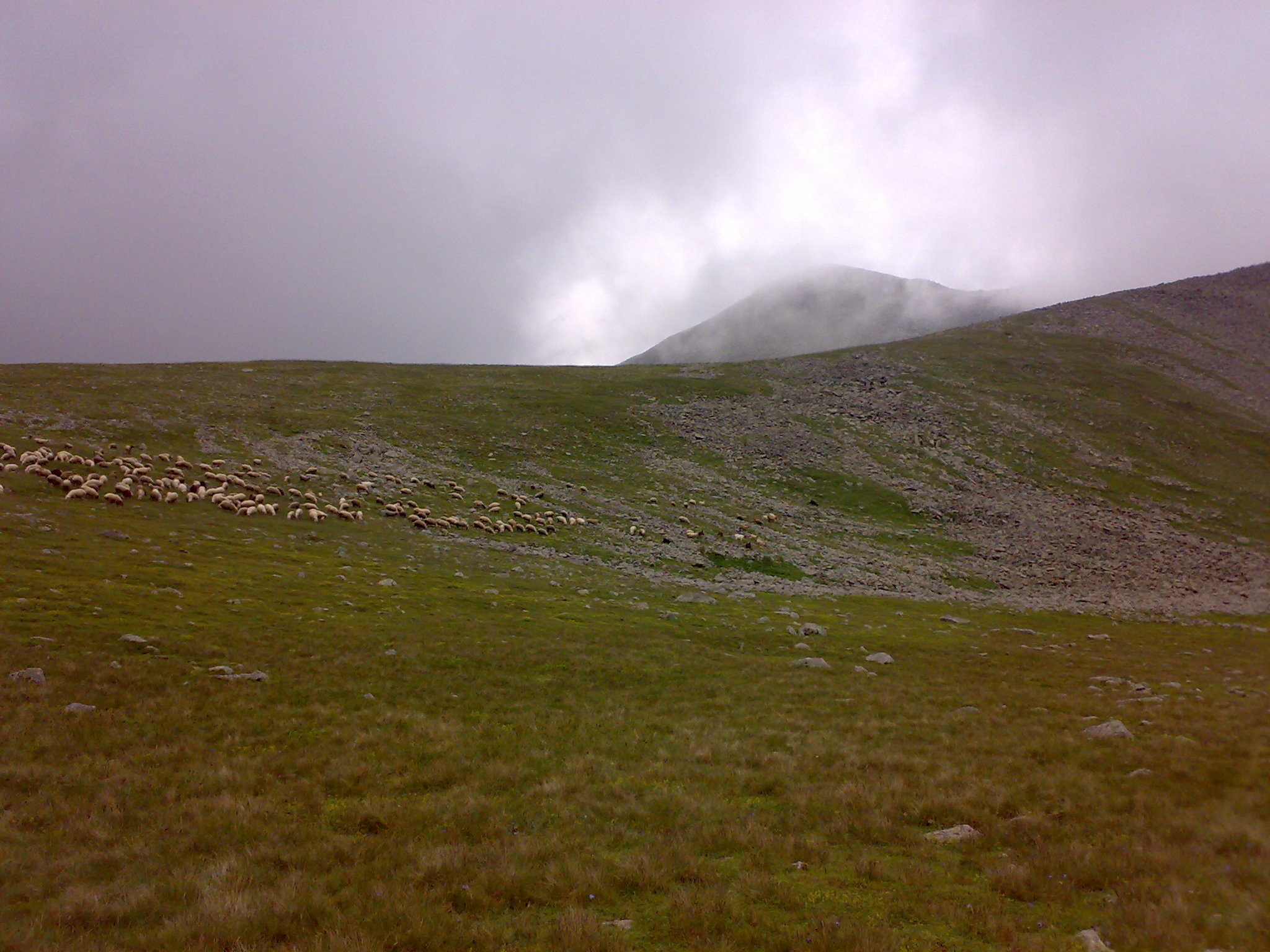
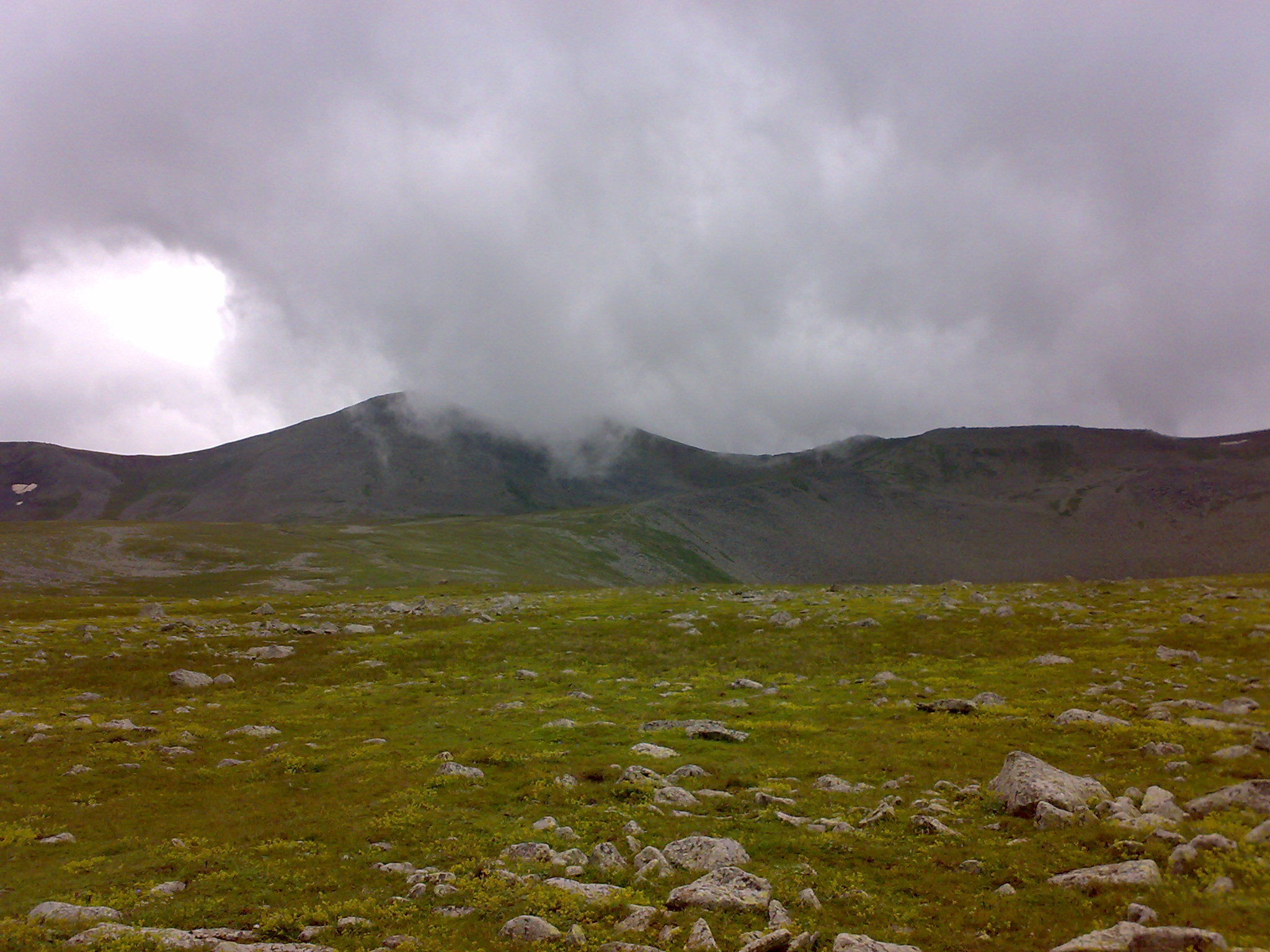